# 뇌설

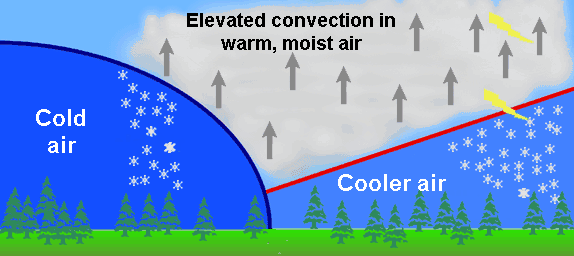
폐색전선으로 형성된 뇌설

뇌설(雷雪, thundersnow)은 천둥·번개와 함께 내리는 눈으로 주요 강수로서 비 대신 눈을 동반한 뇌우의 일종이다. 희귀 현상으로 간주된다. 일반적으로 온대 저기압의 한랭 구역 내에서 강한 상승 운동이 일어나는 지역에 떨어진다. 열역학적으로 다른 유형의 뇌우와 차이가 있는 것은 아니지만 적란운의 최상부가 매우 낮은 것이 일반적이다. 눈뿐 아니라 싸라기눈, 우박이 떨어질 수도 있다.

## 위험
뇌설은 한 시간에 5~10센티미터의 강한 강설량을 나타낸다. 이 정도의 강설은 약한 바람이 부는 조건이라도 화이트아웃을 일으킬 수 있다.

## 같이 보기
- 뇌우